# 에릭 스노
에릭 스노(Eric Snow, 1973년 4월 5일 ~ )는 미국의 농구 코치이자 전직 프로 선수이다. 1995년부터 2008년까지 전미 농구 협회(National Basketball Association)에서 포인트 가드 자리를 맡았으며 3번의 NBA 파이널에 출전했다. 수비력으로 유명한 스노는 2003년 NBA 올 디펜시브 세컨드 팀(NBA All-Defensive Second Team)에 이름을 올렸다. 스노는 선수 경력에 이어 SMU(2012-14)에서 두 시즌을 보낸 후 2년(2014~2016) 동안 플로리다 애틀랜틱에서 보조 코치로 재직했다. 그의 전 코치인 래리 브라운 밑에서 선수 개발 이사로 재직했다.

## 고등학교 경력
스노는 오하이오주 캔턴에 있는 캔턴 맥킨리 고등학교에서 농구 경력을 시작했다. 3시즌 연속 맥킨리 고등학교의 MVP였다.

## 대학 경력
스노는 미시간 주립 대학교에서 대학을 다녔다. 저드 히스코트 감독 밑에서 미시간 스테이트의 대표팀 농구를 했다. 시니어 시즌에 스파르탄스는 1995 NCAA 토너먼트에서 #3 시드를 획득했지만 1라운드에서 웨버 주립대학교로 인해 분노했다.